# Бесарабски български език
Бесарабският български език е диалект на българския език, говорен от бесарабските българи. Той е част от източно-българските диалекти, като е запазил някои архаични думи и е приел някои руски думи.

## Разпространение
Диалектът е говорен от около 230 000 души в Украйна и Молдова. 
По официални данни в Република Молдова бесарабските българи през 1989 г. са 88 419 души. Според преброяването от октомври 2005 г. в Молдова живеят 65 072 души, но в този брой не са включени българите в Приднестровието. Въпреки че българите населяват най-различни селища в Молдова, включително и столицата Кишинев, където са чести смесените бракове, тяхната най-голяма концентрация е в южните части на Молдова – предимно в Тараклийски район (28 500 д. или 66%), но също така и в други райони (Кагулски, Леовски, Кантемирски), както и в Гагаузия. В Гагаузия живеят близо 8000 българи – малко над 5% от населението.
В украинската част на Бесарабия българите са по-многобройни – над 140 000 души. Те преобладават в Болградския район. Немалко българи живеят и в Тарутински, Арцизки, Саратски, Измаилски и Татарбунарски район. Те са незначително малцинство в Килийски и Белгород Днестровски район. Макар че областният център Одеса се намира извън границите на географската област Бесарабия, немалко бесарабски българи са се преселили в този град.

## Характерни особености
Силно влияние на диалекта оказват три фактора: 
1. окончателното установяване на Съветската власт в Буджака;
2. активното навлизане на научно-техническата революция в живота на българите и
3. силното влияние на руския език.[1]

Навлизат руски думи като газети (вестници), журнали (списания), легковая машина (лека кола), стиральна машина (перална машина) и др.
Бесарабските българи скланят числителните: „двадцат васмоа апреля“ вместо „двадесет и осми април“.
Масова русификация на украинци, белоруси, молдовци, българи и др. в СССР оказва негативно въздействие върху културите на тези националности. 
Русификацията на българите води до намаляването на количеството на хора, които се самоопределят като българи. 
Думм от руски език в бесарабските диалекти са незначителни и могат да бъдат заменени със думи от български литературен език с отчитането на особеностите на всеки диалект.
В различните региони има разлика в диалектите.[източник? (Поискан днес)]